# محمد جواد كيا
محمد جواد كيا (بالفارسية: محمدجواد کیا) هو لاعب كرة قدم إيراني، ولد في 29 أغسطس 2001 في كردكوي في إيران.

## وصلات خارجية
- محمد جواد كيا على موقع قاعدة بيانات كرة القدم.إي يو (الإنجليزية)
- محمد جواد كيا على موقع Soccerway.com (الإنجليزية)